# Dominique Douret
Dominique Douret est un artiste peintre et chef décorateur, né le 30 septembre 1949 à Valenciennes, en France, et décédé le 14 décembre 2018 à Paris.

## Biographie
Dominique Douret est diplômé de l’École des beaux-arts de Valenciennes. 

### Filmographie
Chef décorateur. 
- 1990 : 	Vincent et Théo : directeur artistique (France)[2].
- 1991 : 	Nuit et jour.
- 1992 : 	La Fille de l'air : premier assistant du directeur artistique.
- 1996 : 	Un héros très discret : directeur artistique.
- 1998 :        Une journée de merde.
- 1998 :	Ça n'empêche pas les sentiments [3].
- 1998-1998 :	H (série télévisée) [4].
- 1999 : 	Sur un air d'autoroute.
- 2000 :        Code inconnu.
- 2000 : 	Stand-by[5].
- 2000 : 	Marie-Line.
- 2002 : 	L'Héritière.
- 2003 : 	Le Furet.
- 2004-2006 : 	La Crim' (série télévisée).
- 2004 : 	People (Jet Set 2).
- 2005 : 	Grabuge !.
- 2006 : 	Vive la bombe ! (téléfilm).
- 2006 : 	Indigènes : en compétition au Festival de Cannes 2006[6].
- 2007 : 	Brigade Navarro (série télévisée).
- 2011 : 	Une vie française (téléfilm).
- 2012 :	Passage du Désir (téléfilm).

## Nominations
Pour Indigène, Dominique Douret a été nommé pour le meilleur décor lors de la 32e cérémonie des César, et a été cité lors du Festival de Cannes, où le film était en compétition officielle.